# Ешилова
Ешилова (тур. Yeşilova) — город и район в провинции Бурдур (Турция). Название означает в переводе с турецкого «зелёная равнина» (yeşil — зелёный, ova — равнина).

## История
Люди жили в этих местах с древнейших времён. Город входил в состав разных государств; в итоге он попал в состав Османской империи.

## География
На территории района Ешилова находится озеро Салда.